# Troppo buono
Troppo buono è un singolo del cantautore italiano Tiziano Ferro, pubblicato il 21 settembre 2012 come quinto estratto dal quinto album in studio L'amore è una cosa semplice.

## Descrizione
Il rilascio del brano è stato annunciato dallo stesso Tiziano Ferro attraverso la sua pagina Facebook ufficiale, insieme alla copertina del singolo, e dal 21 settembre 2012 è entrato in rotazione radiofonica. In copertina si trova l'immagine frontale dell'artista; lo stesso scatto è stato usato sulla copertina del numero di Vanity Fair del 7 dicembre 2011 e per la campagna di Greenpeace, operata durante il tour insieme ad Enel, impegnatasi a seguire proprio il tour dell'artista abbattendo le emissioni di anidride carbonica.
La canzone rappresenta un'accusa contro una persona amata che non ha saputo meritare l'affetto ricevuto: pur essendo a conoscenza delle difficoltà di una relazione viene espresso il rammarico di essere stato appunto troppo buono. Le musiche, scritte interamente da Ferro così come per i testi, vedono una importante presenza di archi che assegnano al brano un'atmosfera quasi rétro.
La canzone viene tradotta in lingua spagnola da Jorge Zelev con il titolo Demasiado bueno, inserita nell'album El amor es una cosa simple ma non estratta come singolo in Spagna e in America Latina.

## Video musicale
Il videoclip (solo in lingua italiana), diretto dal regista Gaetano Morbioli, è composto in gran parte dalle riprese effettuate durante la tappa de L'amore è una cosa semplice Tour 2012 del 14 luglio 2012 allo Stadio Olimpico di Roma, alternativamente alle sequenze di un backstage e scene in cui l'artista si esibisce da solo sul palco in un momento successivo al concerto.
Il video viene subito reso disponibile con la pubblicazione del singolo sul canale YouTube di Tiziano Ferro VEVO.

## Tracce
CD singolo - Promo Warner Music (Italia)
1. Troppo buono

Download digitale
1. Troppo buono
2. Demasiado bueno

## Pubblicazioni
Troppo buono viene inserita nelle raccolte 105 Compilation del 2012 e Love 2013.
Nel 2014 il brano è stato inserito anche nella raccolta del cantautore TZN - The Best of Tiziano Ferro.

## Classifiche
| Classifica (2012) | Posizione massima |
| ----------------- | ----------------- |
| Italia            | 10                |